# Limba, Alba
Limba (în maghiară Lombfalva) este un sat în comuna Ciugud din județul Alba, Transilvania, România. Între anii 1958-2004 a purtat denumirea oficială Dumbrava.

## Istoric
Pe teritoriul satului au fost descoperite urmele unei așezări neolitice. Situl arheologic de la Limba din punctul “Vărar” este înscris pe lista monumentelor istorice din județul Alba elaborată de Ministerul Culturii și Patrimoniului Național din România în anul 2010.

## Demografie
În septembrie 2016, populația satului era estimată la 150 de persoane.

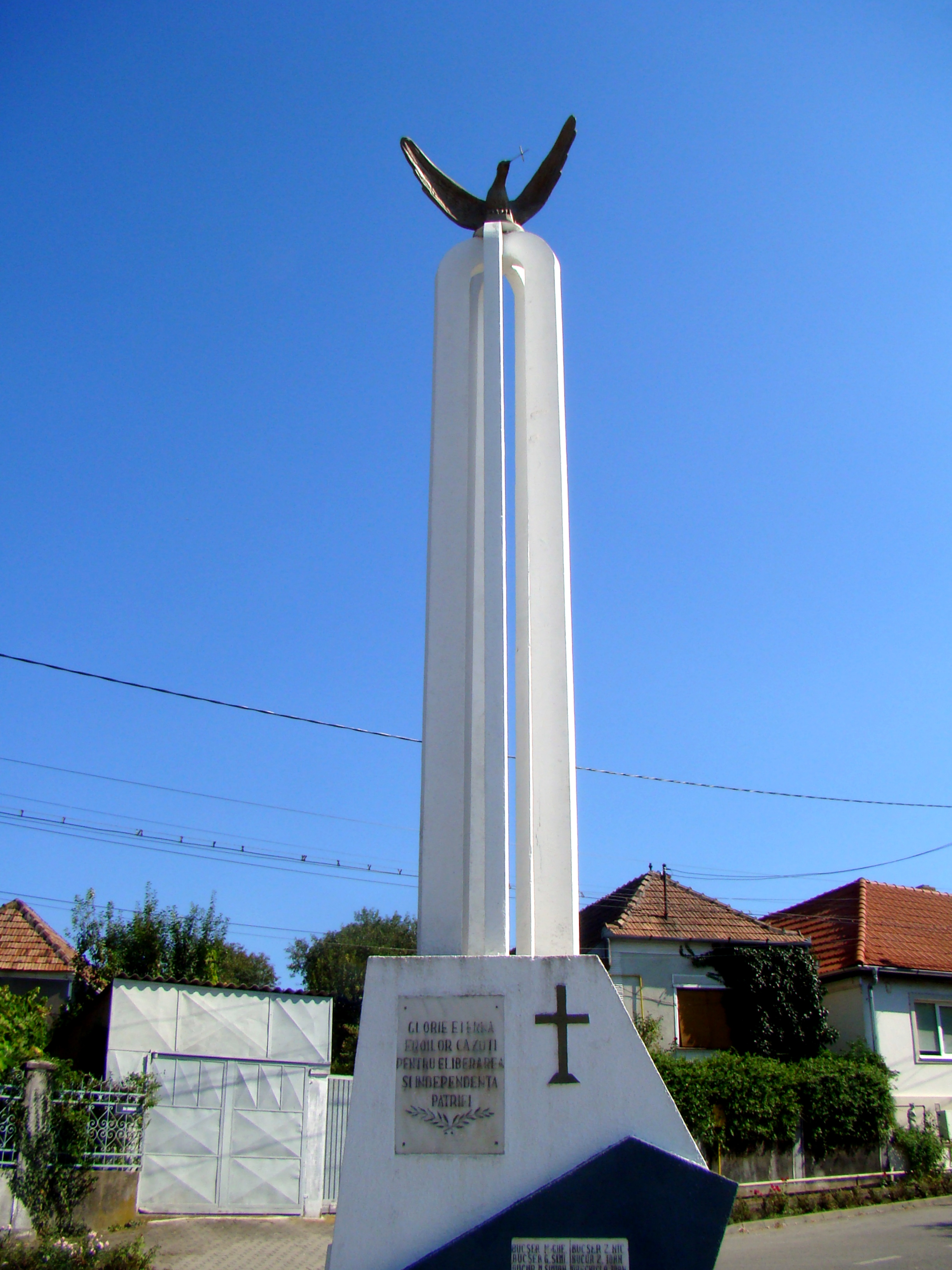
Monumentul eroilor din Limba

## Obiectiv memorial
Monumentul Eroilor Români din Primul și Al Doilea Război Mondial. Obeliscul, cu o înălțime de 6 m, este realizat din beton și împrejmuit cu un gard din fier forjat și sârmă împletită, fiind amplasat în centrul localității. Monumentul a fost dezvelit în anul 1968, pentru cinstirea memoriei eroilor români din cele Două Războaie Mondiale. Pe fațada obeliscului, pe o placă de marmură, este un înscris comemorativ: „Glorie eternă eroilor căzuți pentru eliberarea și independența patriei“. Pe o altă placă sunt inscripționate numele eroilor căzuți în Primul și Al doilea război mondial. 

## Imagini

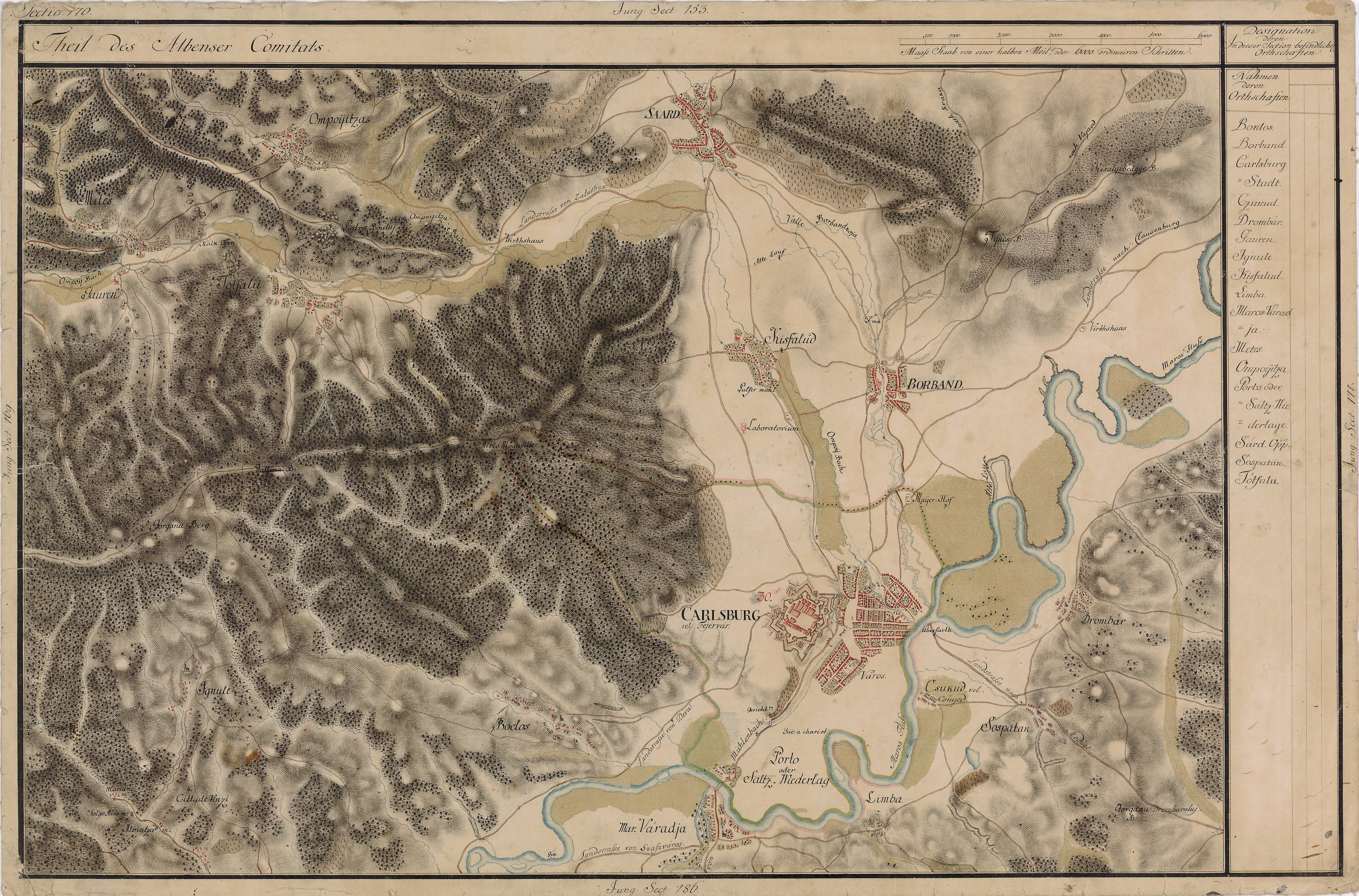
Limba pe Harta Iosefină a Transilvaniei, 1769-1773
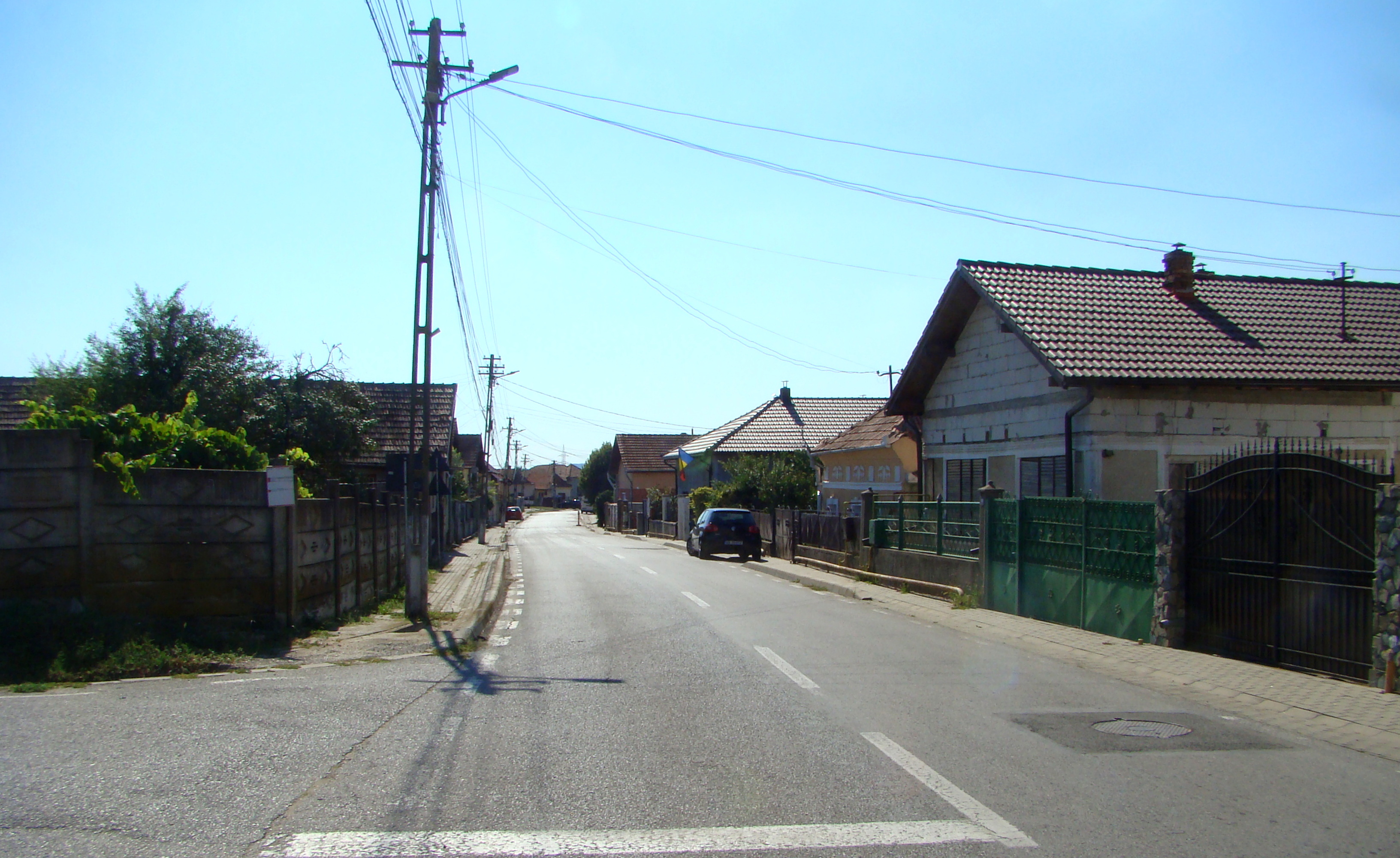
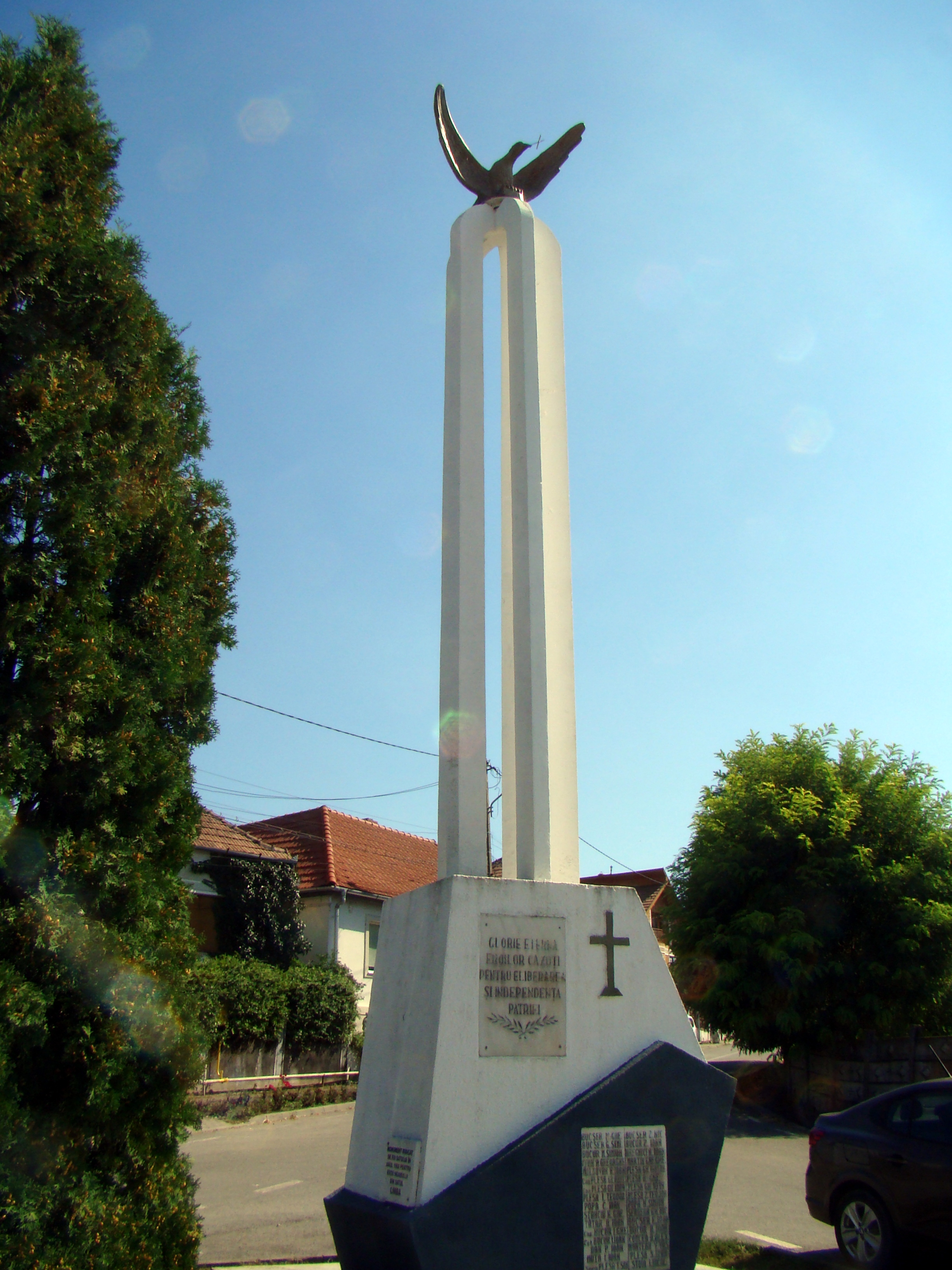
Monumentul eroilor din Limba
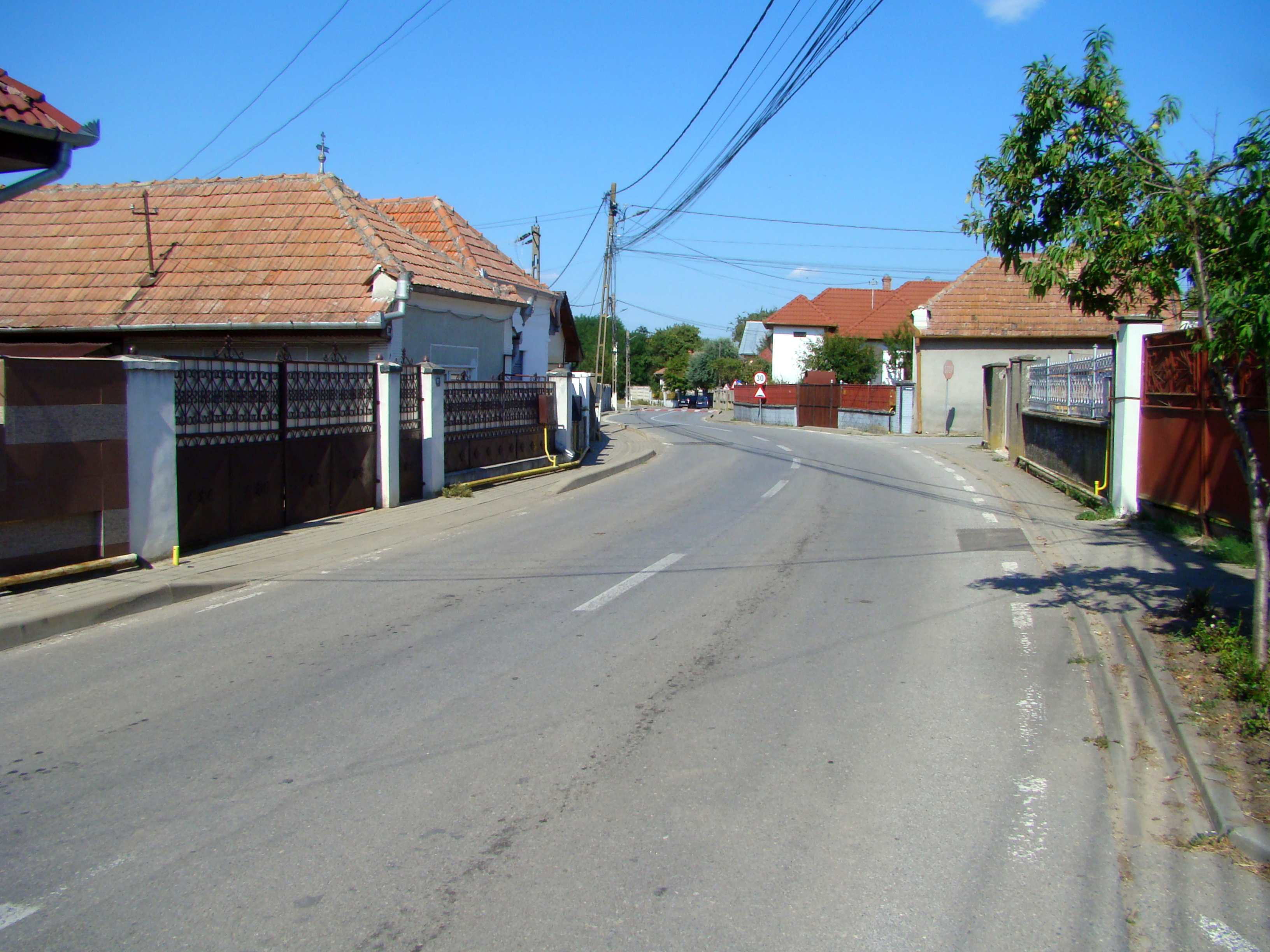
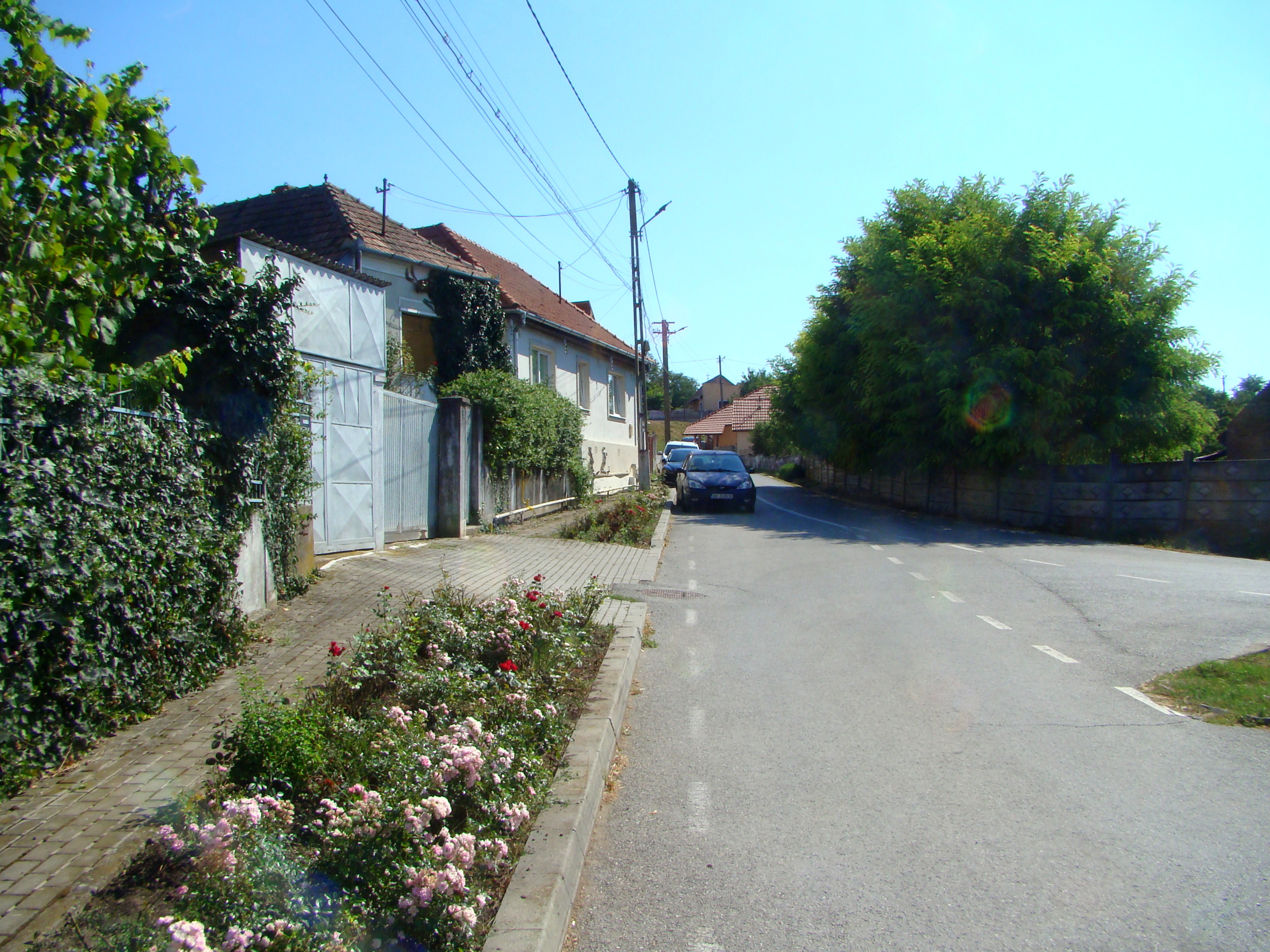